# Ilha de Vassiliev
A Ilha de Vassiliev ou ilha Vasilyevsky (em russo:  Васи́льевский о́стров, Vasilyevsky Ostrov, em finlandês:  Hirvisaari) é a maior ilha no delta do rio Neva, localizada na cidade de São Petersburgo. Tem uma área de 10,9 km². A ilha é ligada ao centro da cidade, o Almirantado, por meio da Ponte do Palácio.
A ilha Vasilyevsky está separada da ilha de Dekabristov pelo rio Smolenka. Juntos formam o território do distrito de Vasylestrovsky, uma divisão administrativa de São Petersburgo.
Localizada do outro lado do rio a partir do Palácio de inverno, é uma grande parte do centro histórico da cidade. Duas das pontes mais famosas de São Petersburgo, a Ponte do Palácio e a Ponte Blagoveshchensky, ligam-se ao continente ao sul. A Ponte Birzhevoy e a Ponte Tuchkov através da Malaya Nevá ligam a ilha à Ponte Petrogrado. A Ilha Vasilyevsky tem as estações Vasileóstrovskaya e Primórskaya do Metro de São Petersburgo (Linha 3). As linhas de elétrico também estão disponíveis.
Geograficamente, a ilha é composta por duas partes principais. O sul e o leste da ilha foram as primeiras áreas a serem urbanizadas, com edifícios maioritariamente do século XIX. As parcelas meridionais, uma vez que a Universidade de São Petersburgo está localizada na sua parte ocidental, contêm alguns dos edifícios mais antigos da cidade, datados do século XVIII. Esta parte da ilha caracteriza-se pela sua grelha retangular de ruas, inicialmente destinados a ser canais, como em Amesterdão, e três grandes estradas públicas longitudinais chamadas prospekts, Bolshoi (Grande), Srédniy (Intermediário) e Maly (Pequena), que correm aproximadamente de leste a oeste, e com cerca de 30 transversais Línii (Linhas), formando cerca de 15 ruas numeradas dispostas perpendicularmente de sul para sul. A ilha tem a rua mais estreita da cidade, em homenagem ao artista Ilya Repin.
No século XVIII, tornou-se uma área residencial para os franceses graças ao arquiteto Jean-Baptiste Leblond. A ilha é mais conhecida pelos Doze Colégios, que agora albergam a Universidade Estadual de São Petersburgo, bem como para o antigo Edifício da Bolsa de Valores (atual Museu de Guerra da Marinha) com as suas colunas rostrais na ponta da ilha. O edifício barroco azul-turquesa do Kunstkamera é também uma vista famosa de São Petersburgo.
A ilha é o lar do cemitério luterano de São Petersburgo, onde Leonhard Euler foi temporariamente sepultado. Mikhail Lomonosov tinha lá montado o seu laboratório.